# Persone di nome Giovanni Battista/Politici
| Questa pagina contiene informazioni ricavate automaticamente dalle voci biografiche con l'ausilio del template Bio e di un bot. L'aggiornamento è periodico e automatico e ricostruisce completamente la pagina. Se manca una persona in questa lista, sei pregato di non aggiungerla, ma accertati piuttosto che la sua voce biografica contenga il template Bio e che i dati anagrafici siano correttamente compilati. Se il template Bio manca, inseriscilo tu stesso o, in alternativa, metti l'avviso {{tmp\|Bio}} che ne segnala la mancanza. Se i dati riportati sono sbagliati, correggi direttamente la voce biografica; le modifiche saranno visibili in questa lista entro pochi giorni. Per chiarimenti vedi il progetto biografie. La lista contiene solo le 55 persone che sono citate nell'enciclopedia e per le quali è stato implementato correttamente il template Bio. Pagina aggiornata al 5 apr 2024. |

Questa è una lista di persone presenti nell'enciclopedia che hanno il prenome Giovanni Battista e sono politici.

## A(3)
- Giovanni Battista Agliardi, politico italiano (Bergamo, n. 1827 - Bergamo, † 1896)
- Giovanni Battista Alfieri di Cortemilia, politico e militare italiano (Asti, n. 1697 - Cagliari, † 1763)
- Giovanni Amendola, politico e giornalista italiano (Napoli, n. 1882 - Cannes, † 1926)

## B(11)
- Giovanni Battista Baccarini, politico italiano (Cernobbio, n. 1897)
- Giovanni Battista Balbis, politico, medico e botanico italiano (Moretta, n. 1765 - Torino, † 1831)
- Giovanni Battista Berardi, politico italiano (Lugo di Romagna, n. 1895 - Bologna, † 1966)
- Giovanni Battista Bertini, politico italiano (Barge, n. 1818 - Torino, † 1907)
- Giovanni Battista Bertone, politico e avvocato italiano (Mondovì, n. 1874 - Mondovì, † 1969)
- Giovanni Battista Biavaschi, politico italiano (Gordona, n. 1878 - Udine, † 1957)
- Giovanni Battista Boeri, politico italiano (Taggia, n. 1882 - Roma, † 1957)
- Giovanni Battista Lorenzo Bogino, politico italiano (Cravagliana, n. 1701 - Chieri, † 1784)
- Giovanni Battista Borea d'Olmo, politico e nobile italiano (Genova, n. 1831 - Sanremo, † 1936)
- Giovanni Battista Borelli, politico italiano (Boves, n. 1813 - Boves, † 1891)
- Giovanni Battista Bosdari, politico italiano (Ancona, n. 1848 - Roma, † 1900)

## C(9)
- Giovanni Battista Cariolo, politico italiano (Saluzzo, n. 1805 - Cuneo, † 1873)
- Giovanni Battista Carlassara, politico italiano (Montecchio Maggiore, n. 1929 - Mirano, † 2015)
- Giovanni Battista Carron, politico e partigiano italiano (Marostica, n. 1910 - Padova, † 1991)
- Giovanni Battista Caruano, politico italiano (Cuneo, n. 1955)
- Giovanni Battista Casalini, politico italiano (Rovigo, n. 1841 - Rovigo, † 1923)
- Giovanni Battista Cavallera, politico italiano (Boves, n. 1805 - Torino, † 1850)
- Giovanni Battista Columbu, politico italiano (Olzai, n. 1920 - Bosa, † 2012)
- Giovanni Battista Colurcio, politico italiano (Crotone, n. 1938)
- Giovanni Battista Cornero, politico italiano († 1852)

## D(4)
- Gianni Dagnino, politico italiano (Genova, n. 1926 - Genova, † 1995)
- Giovanni Battista De Gubernatis, politico e incisore italiano (Torino, n. 1774 - † 1837)
- Giovanni Battista Della Palla, politico italiano (Firenze, n. 1489 - Pisa, † 1532)
- Giovanni Battista Doria di Dolceacqua, politico italiano (Genova, n. 1816 - Albenga, † 1886)

## F(1)
- Giovanni Battista Finetti, politico italiano (Bagno di Gavorrano, n. 1940 - Grosseto, † 1983)

## G(4)
- Giovan Battista Pagani, politico e giurista italiano (Verona, n. 1784 - Brescia, † 1864)
- Giovanni Battista Enrico Geymet, politico italiano (Torino, n. 1831 - Pianezza, † 1900)
- Giovanni Battista Gigliucci, politico italiano (Fermo, n. 1815 - Roma, † 1893)
- Giovanni Giuriati, politico italiano (Venezia, n. 1876 - Roma, † 1970)

## L(1)
- Giovanni Battista Loi, politico italiano (Buggerru, n. 1934)

## M(4)
- Giovanni Battista Melis, politico italiano (Oliena, n. 1904 - Cagliari, † 1976)
- Giovanni Battista Michelini, politico e giornalista italiano (Savigliano, n. 1797 - Torino, † 1879)
- Giovanni Battista Migliori, politico, militare e avvocato italiano (Milano, n. 1893 - Saronno, † 1978)
- Gianni Mongelli, politico italiano (Foggia, n. 1957)

## N(2)
- Giovanni Battista Nazari, politico italiano (Treviglio, n. 1791 - Milano, † 1871)
- Giovanni Notta, politico italiano (Torino, n. 1807 - Torino, † 1877)

## O(1)
- Giovanni Battista Oytana, politico italiano (Villafranca Piemonte, n. 1809 - Torino, † 1883)

## P(7)
- Giovanni Battista Pagano Guarnaschelli, politico italiano (Palermo, n. 1836 - Roma, † 1919)
- Gio Batta Paita, politico italiano (Follo, n. 1829 - La Spezia, † 1901)
- Giovanni Battista Pera, politico italiano (Torino, n. 1899 - † 1950)
- Giovanni Battista Pioda, politico e militare svizzero (Locarno, n. 1808 - Roma, † 1882)
- Giovanni Battista Pirolini, politico, giornalista e pubblicista italiano (Cilavegna, n. 1864 - † 1948)
- Giovanni Battista Pitzalis, politico italiano (Torralba, n. 1906 - † 1981)
- Giovanni Battista Priano, politico italiano (Morsasco, n. 1936)

## R(2)
- Giovanni Battista Rabino, politico e sindacalista italiano (Montaldo Scarampi, n. 1931 - Asti, † 2020)
- Giovanni Ruggeri della Torre, politico italiano (Vertova, n. 1819 - Romano di Lombardia, † 1896)

## S(3)
- Giovanni Battista Scaglia, politico italiano (San Pellegrino Terme, n. 1910 - Bergamo, † 2006)
- Ferdinando Siccardi, politico e imprenditore italiano (Ceva, n. 1833 - Torino, † 1906)
- Giovanni Battista Sommariva, politico, avvocato e diplomatico italiano (Sant'Angelo Lodigiano, n. 1762 - Milano, † 1826)

## T(2)
- Giovanni Battista Tenani, politico e militare italiano (Guarda Veneta, n. 1831 - Guarda Veneta, † 1892)
- Giovanni Tombolato, politico italiano (Padova, n. 1960)

## U(1)
- Giovanni Battista Urbani, politico italiano (Venezia, n. 1923 - Savona, † 2018)